# Élections cantonales de 2001 dans l'Aisne
Les élections cantonales ont eu lieu les 11 et 18 mars 2001.

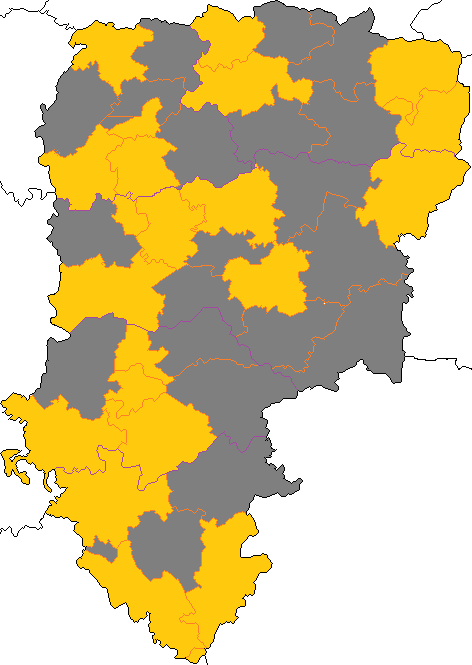
Carte des cantons renouvelables lors des élections cantonales en gris

## Contexte départemental

### Assemblée départementale sortante
Avant les élections, le conseil général de l'Aisne est présidé par Jean-Pierre Balligand (PS). Il comprend 42 conseillers généraux issus des 42 cantons de l'Aisne. 21 d'entre eux sont renouvelables lors de ces élections.
| Parti                              | Sigle | Sigle | Élus |
| ---------------------------------- | ----- | ----- | ---- |
| Majorité (24 sièges)               |       |       |      |
| Parti socialiste                   |       | PS    | 17   |
| Initiative démocratique de gauche  |       | IDG   | 4    |
| Parti communiste français          |       | PCF   | 2    |
| Divers gauche                      |       | DVG   | 1    |
| Opposition (18 sièges)             |       |       |      |
| Union pour la démocratie française |       | UDF   | 8    |
| Divers droite                      |       | DVD   | 7    |
| Rassemblement pour la République   |       | RPR   | 3    |
| Président du Conseil général       |       |       |      |
| Jean-Pierre Balligand (PS)         |       |       |      |

## Résultats à l'échelle du département

### Résultats en nombre de voix et de sièges
| Parti          | Parti                               | Premier tour | Premier tour | Second tour | Second tour | Sièges |
| Parti          | Parti                               | Voix         | %            | Voix        | %           | Sièges |
| -------------- | ----------------------------------- | ------------ | ------------ | ----------- | ----------- | ------ |
|                | Parti socialiste                    | 27 916       | 22,53        | 23 848      | 36,69       | 6      |
|                | Divers gauche                       | 14 621       | 11,80        | 1 138       | 1,75        | 2      |
|                | Parti communiste français           | 13 743       | 11,09        | 4 904       | 7,54        | 3      |
|                | Les Verts                           | 3 680        | 2,97         | -           | -           | 0      |
|                | Mouvement des citoyens              | 2 553        | 2,06         | 1 563       | 2,40        | 0      |
|                | Parti radical de gauche             | 1 506        | 1,22         | -           | -           | 0      |
|                | Gauche plurielle                    | 64 019       | 51,66        | 31 453      | 48,39       | 11     |
|                |                                     |              |              |             |             |        |
|                | Divers droite                       | 20 477       | 16,52        | 20 598      | 31,69       | 4      |
|                | Rassemblement pour la République    | 11 868       | 9,58         | 6 650       | 10,23       | 2      |
|                | Union pour la démocratie française  | 6 424        | 5,18         | 2 321       | 3,57        | 4      |
|                | Démocratie libérale                 | 1 378        | 1,11         | 2 186       | 3,36        | 0      |
|                | Rassemblement du peuple français    | 986          | 0,80         | -           | -           | 0      |
|                | Droite parlementaire                | 41 133       | 33,19        | 31 755      | 48,85       | 10     |
|                |                                     |              |              |             |             |        |
|                | Front national                      | 13 160       | 10,62        | 1 792       | 2,76        | 0      |
|                | Mouvement national républicain      | 1 879        | 1,52         |             |             |        |
|                | Lutte ouvrière                      | 1 702        | 1,37         |             |             |        |
|                | Divers écologiste                   | 1 519        | 1,23         |             |             |        |
|                | Chasse, pêche, nature et traditions | 517          | 0,42         |             |             |        |
|                |                                     |              |              |             |             |        |
| Exprimés       | Exprimés                            | 123 929      | 94,88        | 65 000      | 94,53       |        |
| Blancs et nuls | Blancs et nuls                      | 6 686        | 5,12         | 3 762       | 5,47        |        |
| Votants        | Votants                             | 130 615      | 68,88        | 68 762      | 60,45       |        |
| Abstentions    | Abstentions                         | 58 999       | 31,12        | 44 990      | 39,55       |        |
| Inscrits       | Inscrits                            | 189 614      | 100,00       | 113 752     | 100,00      | 21     |

### Résultats en nombre de sièges
| Parti | Sièges mis en jeu | Élus | Évolution |
| ----- | ----------------- | ---- | --------- |
| RPR   | 3                 | 3    | =         |
| UDF   | 5                 | 4    | -1        |
| PS    | 8                 | 6    | -2        |
| DVD   | 3                 | 4    | +1        |
| DVG   | 2                 | 2    | =         |
| PCF   | 1                 | 3    | +2        |

### Assemblée départementale à l'issue des élections
| Parti                              | Sigle | Élus |
| ---------------------------------- | ----- | ---- |
| Majorité (24 sièges)               |       |      |
| Parti socialiste                   | PS    | 15   |
| Parti communiste français          | PCF   | 4    |
| Initiative démocratique de gauche  | IDG   | 4    |
| Divers gauche                      | DVG   | 1    |
| Opposition (18 sièges)             |       |      |
| Union pour la démocratie française | UDF   | 8    |
| Divers droite                      | DVD   | 7    |
| Rassemblement pour la République   | RPR   | 3    |
| Président du Conseil général       |       |      |
| Yves Daudigny (PS)                 |       |      |

### Liste des élus
| Canton                     | Conseiller sortant    | Étiquette | Étiquette | Candidat élu        | Étiquette | Étiquette |
| -------------------------- | --------------------- | --------- | --------- | ------------------- | --------- | --------- |
| Aubenton                   | Henry Hollande*       |           | DVD       | Bernard Noé         |           | DVD       |
| Catelet                    | Guy Blériot*          |           | UDF       | Raymond Froment     |           | PCF       |
| Charly-sur-Marne           | Renaud Dutreil        |           | UDF       | Renaud Dutreil      |           | UDF       |
| Condé-en-Brie              | Jacques Larangot*     |           | UDF       | Jacqueline Dupic    |           | UDF       |
| Coucy-le-Château-Auffrique | Hugues Martin         |           | RPR       | Jean-Claude Dumont  |           | PCF       |
| Crécy-sur-Serre            | Marcel Vivès*         |           | PS        | Bernard Ronsin      |           | DVD       |
| La Fère                    | Raymond Deneuville    |           | RPR       | Raymond Deneuville  |           | RPR       |
| Guise                      | Daniel Cuvelier       |           | PS        | Daniel Cuvelier     |           | PS        |
| Hirson                     | Jean-Jacques Thomas   |           | PS        | Jean-Jacques Thomas |           | PS        |
| Laon-Sud                   | René Dosière          |           | PS        | René Dosière        |           | PS        |
| Moÿ-de-l'Aisne             | René Lahire*          |           | DVD       | Bernard Testu       |           | RPR       |
| Neuilly-Saint-Front        | René Roy*             |           | UDF       | André Rigaud        |           | UDF       |
| Oulchy-le-Château          | Paul Girod*           |           | UDF       | Hervé Muzart        |           | UDF       |
| Rozoy-sur-Serre            | Joseph Braem          |           | PS        | Joseph Braem        |           | PS        |
| Saint-Quentin-Sud          | Serge Monfourny       |           | IDG       | Serge Monfourny     |           | IDG       |
| Saint-Simon                | Roland Renard         |           | IDG       | Roland Renard       |           | IDG       |
| Soissons-Nord              | Guy Fourcade          |           | PS        | Guy Fourcade        |           | PS        |
| Soissons-Sud               | Mario-Louis Craighero |           | PS        | Pascal Tordeux      |           | DVD       |
| Tergnier                   | Michel Carreau        |           | PCF       | Michel Carreau      |           | PCF       |
| Villers-Cotterêts          | Georges Bouaziz*      |           | PS        | Michel Laviolette   |           | DVD       |
| Wassigny                   | Antoine Pagni         |           | DVD       | Charles Wattelle    |           | PS        |

*Conseillers généraux sortants ne se représentant pas

## Résultats par canton

### Canton d'Aubenton
- Conseiller sortant : Henry Hollande (DVD).
- Conseiller élu : Bernard Noé (DVD).

| Candidats      | Candidats       | Étiquette      | Premier tour | Premier tour | Second tour | Second tour |
| Candidats      | Candidats       | Étiquette      | Voix         | %            | Voix        | %           |
| -------------- | --------------- | -------------- | ------------ | ------------ | ----------- | ----------- |
|                | Bernard Noé     | DVD            | 624          | 29,67        | 948         | 47,61       |
|                | Hervé Dubois    | PS             | 395          | 18,78        | 644         | 32,35       |
|                | Jimmy Bart      | DVD            | 336          | 15,98        | Retrait     | Retrait     |
|                | Didier Devaux   | PCF            | 291          | 13,84        | 399         | 20,04       |
|                | Claude Péronne  | DVD            | 165          | 7,85         |             |             |
|                | Jean-Guy Renaud | DVD            | 132          | 6,28         |             |             |
|                | Pierre Chabot   | FN             | 80           | 3,80         |             |             |
|                | Sylvie Capelle  | Les Verts      | 50           | 2,38         |             |             |
|                | Gilles Hubert   | MNR            | 30           | 1,43         |             |             |
|                |                 |                |              |              |             |             |
| Inscrits       | Inscrits        | Inscrits       | 2 654        | 100,00       | 2 654       | 100,00      |
| Votants        | Votants         | Votants        | 2 207        | 83,16        | 2 096       | 78,98       |
| Abstentions    | Abstentions     | Abstentions    | 447          | 16,84        | 558         | 21,02       |
| Blancs et nuls | Blancs et nuls  | Blancs et nuls | 104          | 4,71         | 105         | 5,01        |
| Exprimés       | Exprimés        | Exprimés       | 2 103        | 95,29        | 1 991       | 94,99       |

### Canton du Catelet
- Conseiller sortant : Guy Blériot (UDF).
- Conseiller élu : Raymond Froment (PCF).

| Candidats      | Candidats         | Étiquette      | Premier tour | Premier tour | Second tour | Second tour |
| Candidats      | Candidats         | Étiquette      | Voix         | %            | Voix        | %           |
| -------------- | ----------------- | -------------- | ------------ | ------------ | ----------- | ----------- |
|                | Raymond Froment   | PCF            | 1 109        | 37,92        | 1 979       | 44,56       |
|                | Sylvain Duplouy   | DVD            | 1 210        | 24,04        | 1 499       | 33,75       |
|                | Nelly Maufroy     | PS             | 1 084        | 21,53        | 963         | 21,68       |
|                | Véronique Marlier | FN             | 539          | 10,71        |             |             |
|                | Philippe Gluck    | RPF            | 292          | 5,80         |             |             |
|                |                   |                |              |              |             |             |
| Inscrits       | Inscrits          | Inscrits       | 6 176        | 100,00       | 6 175       | 100,00      |
| Votants        | Votants           | Votants        | 5 261        | 85,18        | 4 566       | 73,94       |
| Abstentions    | Abstentions       | Abstentions    | 915          | 14,82        | 1 609       | 26,06       |
| Blancs et nuls | Blancs et nuls    | Blancs et nuls | 227          | 4,31         | 125         | 2,74        |
| Exprimés       | Exprimés          | Exprimés       | 5 034        | 95,69        | 4 441       | 97,26       |

### Canton de Charly-sur-Marne
- Conseiller sortant : Renaud Dutreil (UDF), réélu.

| Candidats      | Candidats         | Étiquette      | Premier tour | Premier tour |
| Candidats      | Candidats         | Étiquette      | Voix         | %            |
| -------------- | ----------------- | -------------- | ------------ | ------------ |
|                | Renaud Dutreil*   | UDF            | 3 774        | 60,12        |
|                | Alain Pacaud      | PCF            | 1 049        | 16,71        |
|                | Danielle Duchesne | FN             | 760          | 12,11        |
|                | Alain Hemery      | RPF            | 694          | 11,06        |
|                |                   |                |              |              |
| Inscrits       | Inscrits          | Inscrits       | 9 396        | 100,00       |
| Votants        | Votants           | Votants        | 6 534        | 69,54        |
| Abstentions    | Abstentions       | Abstentions    | 2 862        | 30,46        |
| Blancs et nuls | Blancs et nuls    | Blancs et nuls | 257          | 3,93         |
| Exprimés       | Exprimés          | Exprimés       | 6 277        | 96,07        |

*sortant

### Canton de Condé-en-Brie
- Conseiller sortant :  Jacques Larangot (UDF).
- Conseillère élue :  Jacqueline Dupic (UDF).

| Candidats      | Candidats        | Étiquette      | Premier tour | Premier tour | Second tour | Second tour |
| Candidats      | Candidats        | Étiquette      | Voix         | %            | Voix        | %           |
| -------------- | ---------------- | -------------- | ------------ | ------------ | ----------- | ----------- |
|                | Jacqueline Dupic | UDF            | 1 494        | 34,52        | 1 963       | 54,60       |
|                | Bertrand Pipeau  | PS             | 967          | 22,34        | 1 632       | 45,40       |
|                | Claude Jacquin   | DVG            | 653          | 15,09        | Retrait     | Retrait     |
|                | Corinne Jabet    | FN             | 471          | 10,88        |             |             |
|                | Hervé Rey        | ECO            | 387          | 8,94         |             |             |
|                | Yves Poitevin    | PCF            | 250          | 5,78         |             |             |
|                | Eric Duciel      | MNR            | 106          | 2,45         |             |             |
|                |                  |                |              |              |             |             |
| Inscrits       | Inscrits         | Inscrits       | 6 055        | 100,00       | 6 055       | 100,00      |
| Votants        | Votants          | Votants        | 4 582        | 75,67        | 3 859       | 63,73       |
| Abstentions    | Abstentions      | Abstentions    | 1 473        | 24,33        | 2 196       | 36,27       |
| Blancs et nuls | Blancs et nuls   | Blancs et nuls | 254          | 5,54         | 264         | 6,84        |
| Exprimés       | Exprimés         | Exprimés       | 4 328        | 94,46        | 3 595       | 93,16       |

### Canton de Coucy-le-Château-Auffrique
- Conseiller sortant :  Hugues Martin (RPR).
- Conseiller élu : Jean-Claude Dumont (PCF).

| Candidats      | Candidats                 | Étiquette      | Premier tour | Premier tour | Second tour | Second tour |
| Candidats      | Candidats                 | Étiquette      | Voix         | %            | Voix        | %           |
| -------------- | ------------------------- | -------------- | ------------ | ------------ | ----------- | ----------- |
|                | Jean-Claude Dumont        | PCF            | 1 490        | 25,60        | 2 526       | 50,96       |
|                | Hugues Martin*            | RPR            | 1 411        | 24,24        | 1 678       | 33,85       |
|                | Patrick Laplace           | PRG            | 1 039        | 17,85        | Retrait     | Retrait     |
|                | Jean-Pierre Commin-Langer | MDC            | 996          | 17,11        | Retrait     | Retrait     |
|                | Harry Christoff           | FN             | 885          | 15,20        | 753         | 15,19       |
|                |                           |                |              |              |             |             |
| Inscrits       | Inscrits                  | Inscrits       | 8 144        | 100,00       | 8 144       | 100,00      |
| Votants        | Votants                   | Votants        | 6 186        | 75,96        | 5 229       | 64,21       |
| Abstentions    | Abstentions               | Abstentions    | 1 958        | 24,04        | 2 915       | 35,79       |
| Blancs et nuls | Blancs et nuls            | Blancs et nuls | 365          | 5,90         | 272         | 5,20        |
| Exprimés       | Exprimés                  | Exprimés       | 5 821        | 94,10        | 4 957       | 94,80       |

*sortant

### Canton de Crécy-sur-Serre
- Conseiller sortant : Marcel Vivès (PS).
- Conseiller élu : Bernard Ronsin (DVD).

| Candidats      | Candidats        | Étiquette      | Premier tour | Premier tour | Second tour | Second tour |
| Candidats      | Candidats        | Étiquette      | Voix         | %            | Voix        | %           |
| -------------- | ---------------- | -------------- | ------------ | ------------ | ----------- | ----------- |
|                | Bernard Ronsin   | DVD            | 1 561        | 37,82        | 2 116       | 55,54       |
|                | Pascal Mismaque  | PS             | 1 454        | 35,23        | 1 694       | 44,46       |
|                | Hervé Tellier    | DVG            | 641          | 15,53        | Retrait     | Retrait     |
|                | Hubert Vallée    | FN             | 315          | 7,63         |             |             |
|                | Maurice Fontaine | ECO            | 156          | 3,78         |             |             |
|                |                  |                |              |              |             |             |
| Inscrits       | Inscrits         | Inscrits       | 5 420        | 100,00       | 5 420       | 100,00      |
| Votants        | Votants          | Votants        | 4 352        | 80,30        | 3 991       | 73,63       |
| Abstentions    | Abstentions      | Abstentions    | 1 068        | 19,70        | 1 429       | 26,37       |
| Blancs et nuls | Blancs et nuls   | Blancs et nuls | 225          | 5,17         | 181         | 4,54        |
| Exprimés       | Exprimés         | Exprimés       | 4 127        | 94,83        | 3 810       | 95,46       |

### Canton de La Fère
- Conseiller sortant : Raymond Deneuville  (RPR), réélu.

| Candidats      | Candidats           | Étiquette      | Premier tour | Premier tour | Second tour | Second tour |
| Candidats      | Candidats           | Étiquette      | Voix         | %            | Voix        | %           |
| -------------- | ------------------- | -------------- | ------------ | ------------ | ----------- | ----------- |
|                | Raymond Deneuville* | RPR            | 2 265        | 40,75        | 2 535       | 54,75       |
|                | Alain Chantereaux   | PS             | 1 100        | 19,79        | 2 095       | 45,25       |
|                | Frédéric Mathieu    | IDG            | 787          | 14,16        |             |             |
|                | Françoise Delahaye  | FN             | 770          | 13,85        |             |             |
|                | Michel Carpentier   | PCF            | 636          | 11,44        |             |             |
|                |                     |                |              |              |             |             |
| Inscrits       | Inscrits            | Inscrits       | 8 249        | 100,00       | 8 249       | 100,00      |
| Votants        | Votants             | Votants        | 5 804        | 71,04        | 4 886       | 59,16       |
| Abstentions    | Abstentions         | Abstentions    | 2 389        | 28,96        | 3 373       | 40,84       |
| Blancs et nuls | Blancs et nuls      | Blancs et nuls | 237          | 5,15         | 302         | 5,24        |
| Exprimés       | Exprimés            | Exprimés       | 5 558        | 94,85        | 4 630       | 94,76       |

*sortant

### Canton de Guise
- Conseiller sortant : Daniel Cuvelier  (PS), réélu.

|                | Daniel Cuvelier*   | PS             | 3 455 | 62,36  |  |  |
|                | François Thomasset | RPR            | 889   | 16,05  |  |  |
|                | Benoit Martin      | FN             | 509   | 9,19   |  |  |
|                | Sylvie Brel        | Les Verts      | 365   | 6,59   |  |  |
|                | Michèle Cahu       | PCF            | 322   | 5,81   |  |  |
|                |                    |                |       |        |  |  |
| Inscrits       | Inscrits           | Inscrits       | 8 005 | 100,00 |  |  |
| Votants        | Votants            | Votants        | 5 892 | 73,60  |  |  |
| Abstentions    | Abstentions        | Abstentions    | 2 113 | 26,40  |  |  |
| Blancs et nuls | Blancs et nuls     | Blancs et nuls | 352   | 5,97   |  |  |
| Exprimés       | Exprimés           | Exprimés       | 5 540 | 94,03  |  |  |

*sortant

### Canton d'Hirson
- Conseiller sortant : Jean-Jacques Thomas  (PS), réélu.

| Candidats      | Candidats            | Étiquette      | Premier tour | Premier tour |
| Candidats      | Candidats            | Étiquette      | Voix         | %            |
| -------------- | -------------------- | -------------- | ------------ | ------------ |
|                | Jean-Jacques Thomas* | PS             | 4 966        | 59,03        |
|                | Victor Lagache       | DVD            | 1 502        | 17,86        |
|                | Jérôme Lechertier    | FN             | 807          | 9,59         |
|                | Denys Chevigne       | FN             | 629          | 7,48         |
|                | Marcel Patris        | PCF            | 508          | 6,04         |
|                |                      |                |              |              |
| Inscrits       | Inscrits             | Inscrits       | 14 406       | 100,00       |
| Votants        | Votants              | Votants        | 8 990        | 62,40        |
| Abstentions    | Abstentions          | Abstentions    | 5 416        | 37,60        |
| Blancs et nuls | Blancs et nuls       | Blancs et nuls | 578          | 6,43         |
| Exprimés       | Exprimés             | Exprimés       | 8 412        | 93,57        |

*sortant

### Canton de Laon-Sud
- Conseiller sortant : René Dosière  (PS), réélu.

| Candidats      | Candidats              | Étiquette      | Premier tour | Premier tour | Second tour | Second tour |
| Candidats      | Candidats              | Étiquette      | Voix         | %            | Voix        | %           |
| -------------- | ---------------------- | -------------- | ------------ | ------------ | ----------- | ----------- |
|                | René Dosière*          | PS             | 3 096        | 33,10        | 4 644       | 53,09       |
|                | Jean-Claude Lamant     | UMP            | 2 746        | 29,36        | 4 104       | 46,91       |
|                | François Turquin       | Les Verts      | 796          | 8,51         |             |             |
|                | Jacques Vandorme       | UDF            | 792          | 8,47         |             |             |
|                | Jean-Loup Pernelle     | LO             | 510          | 5,45         |             |             |
|                | Gilbert Sebbe          | FN             | 486          | 5,20         |             |             |
|                | Nicolas Dragon         | DVD            | 375          | 4,01         |             |             |
|                | Alain Dubois           | PCF            | 327          | 3,50         |             |             |
|                | Jacques de la Fontaine | MNR            | 225          | 2,41         |             |             |
|                |                        |                |              |              |             |             |
| Inscrits       | Inscrits               | Inscrits       | 15 378       | 100,00       | 15 378      | 100,00      |
| Votants        | Votants                | Votants        | 9 795        | 63,69        | 9 400       | 61,13       |
| Abstentions    | Abstentions            | Abstentions    | 5 583        | 36,31        | 5 978       | 38,87       |
| Blancs et nuls | Blancs et nuls         | Blancs et nuls | 442          | 4,51         | 652         | 6,94        |
| Exprimés       | Exprimés               | Exprimés       | 9 353        | 95,49        | 8 748       | 93,06       |

*sortant

### Canton de Moÿ-de-l'Aisne
- Conseiller sortant : René Lahire  (DVD).
- Conseiller élu : Bernard Testu  (RPR).

| Candidats      | Candidats         | Étiquette      | Premier tour | Premier tour | Second tour | Second tour |
| Candidats      | Candidats         | Étiquette      | Voix         | %            | Voix        | %           |
| -------------- | ----------------- | -------------- | ------------ | ------------ | ----------- | ----------- |
|                | Bernard Testu     | RPR            | 1 436        | 31,14        | 2 437       | 60,93       |
|                | Frédéric Alliot   | MDC            | 1 234        | 26,76        | 1 563       | 39,08       |
|                | Jacques Caron     | DVD            | 841          | 18,24        | Retrait     | Retrait     |
|                | Alain Betems      | CPNT           | 517          | 11,21        |             |             |
|                | Bernard Jacquin   | FN             | 406          | 8,81         |             |             |
|                | Christian Pollart | PCF            | 177          | 3,84         |             |             |
|                |                   |                |              |              |             |             |
| Inscrits       | Inscrits          | Inscrits       | 5 989        | 100,00       | 6 050       | 100,00      |
| Votants        | Votants           | Votants        | 4 906        | 81,92        | 4 297       | 71,02       |
| Abstentions    | Abstentions       | Abstentions    | 1 083        | 18,08        | 1 753       | 28,98       |
| Blancs et nuls | Blancs et nuls    | Blancs et nuls | 295          | 6,01         | 297         | 6,91        |
| Exprimés       | Exprimés          | Exprimés       | 4 611        | 93,99        | 4 000       | 93,09       |

### Canton de Neuilly-Saint-Front
- Conseiller sortant : René Roy  (UDF).
- Conseiller élu : André Rigaud (UDF).

| Candidats      | Candidats          | Étiquette      | Premier tour | Premier tour | Second tour | Second tour |
| Candidats      | Candidats          | Étiquette      | Voix         | %            | Voix        | %           |
| -------------- | ------------------ | -------------- | ------------ | ------------ | ----------- | ----------- |
|                | André Rigaud       | UDF            | 1 858        | 43,01        | 2 321       | 65,33       |
|                | Gérard Larchier    | PS             | 704          | 16,30        | 1 232       | 34,67       |
|                | Pierre Thomas      | FN             | 575          | 13,31        |             |             |
|                | Sophie Pauget      | ECO            | 557          | 12,89        |             |             |
|                | Jean-Claude Bouche | LO             | 308          | 7,13         |             |             |
|                | Béatrice Gelu      | PCF            | 179          | 4,14         |             |             |
|                | Marie-Paule Lavoix | MNR            | 139          | 3,22         |             |             |
|                |                    |                |              |              |             |             |
| Inscrits       | Inscrits           | Inscrits       | 6 689        | 100,00       | 6 689       | 100,00      |
| Votants        | Votants            | Votants        | 4 549        | 68,01        | 3 795       | 56,73       |
| Abstentions    | Abstentions        | Abstentions    | 2 140        | 31,99        | 2 894       | 43,27       |
| Blancs et nuls | Blancs et nuls     | Blancs et nuls | 229          | 5,03         | 242         | 6,38        |
| Exprimés       | Exprimés           | Exprimés       | 4 320        | 94,97        | 3 553       | 93,62       |

### Canton d'Oulchy-le-Château
- Conseiller sortant : Paul Girod (UDF).
- Conseiller élu : Hervé Muzart (UDF).

| Candidats      | Candidats          | Étiquette      | Premier tour | Premier tour | Second tour | Second tour |
| Candidats      | Candidats          | Étiquette      | Voix         | %            | Voix        | %           |
| -------------- | ------------------ | -------------- | ------------ | ------------ | ----------- | ----------- |
|                | Hervé Muzart       | UDF            | 952          | 31,49        | 1 470       | 56,37       |
|                | Jean-Pierre Brioux | DVG            | 818          | 27,06        | 1 138       | 43,63       |
|                | Michel Genard      | DVD            | 768          | 25,41        | Retrait     | Retrait     |
|                | Giselle Pouilly    | FN             | 205          | 6,78         |             |             |
|                | Jacques Samyn      | ECO            | 184          | 6,09         |             |             |
|                | Joseph Trymbulski  | PCF            | 96           | 3,18         |             |             |
|                |                    |                |              |              |             |             |
| Inscrits       | Inscrits           | Inscrits       | 3 919        | 100,00       | 3 915       | 100,00      |
| Votants        | Votants            | Votants        | 3 131        | 79,89        | 2 728       | 69,68       |
| Abstentions    | Abstentions        | Abstentions    | 788          | 20,11        | 1 187       | 30,32       |
| Blancs et nuls | Blancs et nuls     | Blancs et nuls | 108          | 3,45         | 120         | 4,40        |
| Exprimés       | Exprimés           | Exprimés       | 3 023        | 96,55        | 2 608       | 95,60       |

### Canton de Rozoy-sur-Serre
- Conseiller sortant : Joseph Braem  (PS), réélu.

| Candidats      | Candidats           | Étiquette      | Premier tour | Premier tour |
| Candidats      | Candidats           | Étiquette      | Voix         | %            |
| -------------- | ------------------- | -------------- | ------------ | ------------ |
|                | Joseph Braem*       | PS             | 2 394        | 53,94        |
|                | Edmond Van Ruymbeke | DVD            | 942          | 21,23        |
|                | Benjamin Cauchy     | RPR            | 457          | 10,30        |
|                | Alain Palvadeau     | FN             | 410          | 9,24         |
|                | Elisabeth Fontaine  | ECO            | 235          | 5,30         |
|                |                     |                |              |              |
| Inscrits       | Inscrits            | Inscrits       | 5 934        | 100,00       |
| Votants        | Votants             | Votants        | 4 734        | 79,78        |
| Abstentions    | Abstentions         | Abstentions    | 1 200        | 20,22        |
| Blancs et nuls | Blancs et nuls      | Blancs et nuls | 296          | 6,25         |
| Exprimés       | Exprimés            | Exprimés       | 4 438        | 93,75        |

*sortant

### Canton de Saint-Quentin-Sud
- Conseiller sortant : Serge Monfourny (IDG), réélu.

| Candidats      | Candidats          | Étiquette      | Premier tour | Premier tour |
| Candidats      | Candidats          | Étiquette      | Voix         | %            |
| -------------- | ------------------ | -------------- | ------------ | ------------ |
|                | Serge Monfourny*   | IDG            | 6 024        | 56,61        |
|                | Alexandre Bousez   | RPR            | 2 463        | 23,14        |
|                | Marcel Lelong      | FN             | 960          | 9,02         |
|                | Bernard Paillot    | LO             | 884          | 8,31         |
|                | Marie-France Brûlé | MNR            | 311          | 2,92         |
|                |                    |                |              |              |
| Inscrits       | Inscrits           | Inscrits       | 17 018       | 100,00       |
| Votants        | Votants            | Votants        | 11 204       | 65,84        |
| Abstentions    | Abstentions        | Abstentions    | 5 814        | 34,16        |
| Blancs et nuls | Blancs et nuls     | Blancs et nuls | 562          | 5,02         |
| Exprimés       | Exprimés           | Exprimés       | 10 642       | 94,98        |

*sortant

### Canton de Saint-Simon
- Conseiller sortant : Roland Renard (IDG), réélu.

| Candidats      | Candidats            | Étiquette      | Premier tour | Premier tour |
| Candidats      | Candidats            | Étiquette      | Voix         | %            |
| -------------- | -------------------- | -------------- | ------------ | ------------ |
|                | Roland Renard*       | IDG            | 3 375        | 57,63        |
|                | France Savelli       | RPR            | 1 683        | 28,74        |
|                | Jean-François Piquet | FN             | 798          | 13,63        |
|                |                      |                |              |              |
| Inscrits       | Inscrits             | Inscrits       | 8 104        | 100,00       |
| Votants        | Votants              | Votants        | 6 149        | 75,88        |
| Abstentions    | Abstentions          | Abstentions    | 1 955        | 24,12        |
| Blancs et nuls | Blancs et nuls       | Blancs et nuls | 293          | 4,77         |
| Exprimés       | Exprimés             | Exprimés       | 5 856        | 95,23        |

*sortant

### Canton de Soissons-Nord
- Conseiller sortant : Guy Fourcade (PS), réélu.

| Candidats      | Candidats        | Étiquette      | Premier tour | Premier tour | Second tour | Second tour |
| Candidats      | Candidats        | Étiquette      | Voix         | %            | Voix        | %           |
| -------------- | ---------------- | -------------- | ------------ | ------------ | ----------- | ----------- |
|                | Guy Fourcade*    | PS             | 3 059        | 36,59        | 3 866       | 63,88       |
|                | Hervé Nolle      | DL             | 1 378        | 16,48        | 2 186       | 36,12       |
|                | Jean Morel       | DVG            | 1 271        | 15,20        |             |             |
|                | Patrick Perrinot | FN             | 994          | 11,89        |             |             |
|                | Alain Brunel     | Les Verts      | 755          | 9,03         |             |             |
|                | Bernard Druy     | PCF            | 636          | 7,61         |             |             |
|                | Hervé Le Bideau  | MNR            | 268          | 3,21         |             |             |
|                |                  |                |              |              |             |             |
| Inscrits       | Inscrits         | Inscrits       | 14 476       | 100,00       | 14 490      | 100,00      |
| Votants        | Votants          | Votants        | 6 373        | 44,02        | 8 790       | 60,66       |
| Abstentions    | Abstentions      | Abstentions    | 8 103        | 55,98        | 5 700       | 39,34       |
| Blancs et nuls | Blancs et nuls   | Blancs et nuls | 321          | 5,04         | 429         | 4,88        |
| Exprimés       | Exprimés         | Exprimés       | 6 052        | 94,96        | 8 361       | 95,12       |

*sortant

### Canton de Soissons-Sud
- Conseiller sortant : Mario-Louis Craighero  (PS).
- Conseiller élu : Pascal Tordeux  (DVD).

| Candidats      | Candidats               | Étiquette      | Premier tour | Premier tour | Second tour | Second tour |
| Candidats      | Candidats               | Étiquette      | Voix         | %            | Voix        | %           |
| -------------- | ----------------------- | -------------- | ------------ | ------------ | ----------- | ----------- |
|                | Mario-Louis Craighero*  | PS             | 2 533        | 27,82        | 3 118       | 44,23       |
|                | Pascal Tordeux          | DVD            | 2 406        | 26,43        | 3 931       | 55,77       |
|                | Wallerand de Saint-Just | FN             | 1 265        | 13,89        |             |             |
|                | Michel Debacq           | PCF            | 1 087        | 11,94        |             |             |
|                | Karine Ansart           | Les Verts      | 1 085        | 11,92        |             |             |
|                | Gilbert Collet          | DVD            | 466          | 5,12         |             |             |
|                | Paulette Letuppe        | MNR            | 262          | 2,62         |             |             |
|                |                         |                |              |              |             |             |
| Inscrits       | Inscrits                | Inscrits       | 15 960       | 100,00       | 15 960      | 100,00      |
| Votants        | Votants                 | Votants        | 9 497        | 59,51        | 7 491       | 46,94       |
| Abstentions    | Abstentions             | Abstentions    | 6 463        | 40,49        | 8 469       | 53,06       |
| Blancs et nuls | Blancs et nuls          | Blancs et nuls | 393          | 4,14         | 442         | 5,90        |
| Exprimés       | Exprimés                | Exprimés       | 9 104        | 95,86        | 7 049       | 94,10       |

*sortant

### Canton de Tergnier
- Conseiller sortant : Michel Carreau (PCF), réélu.

| Candidats      | Candidats         | Étiquette      | Premier tour | Premier tour |
| Candidats      | Candidats         | Étiquette      | Voix         | %            |
| -------------- | ----------------- | -------------- | ------------ | ------------ |
|                | Michel Carreau*   | PCF            | 4 684        | 67,24        |
|                | Delphine Moreau   | RPR            | 1 264        | 18,15        |
|                | Jean-Noël Dupuis  | FN             | 636          | 9,13         |
|                | François Govillot | MNR            | 382          | 5,48         |
|                |                   |                |              |              |
| Inscrits       | Inscrits          | Inscrits       | 13 044       | 100,00       |
| Votants        | Votants           | Votants        | 7 387        | 56,63        |
| Abstentions    | Abstentions       | Abstentions    | 5 657        | 43,37        |
| Blancs et nuls | Blancs et nuls    | Blancs et nuls | 421          | 5,70         |
| Exprimés       | Exprimés          | Exprimés       | 6 966        | 94,30        |

*sortant

### Canton de Villers-Cotterêts
- Conseiller sortant : Georges Bouaziz   (PS).
- Conseiller élu : Michel Laviolette  (DVD).

| Candidats      | Candidats           | Étiquette      | Premier tour | Premier tour | Second tour | Second tour |
| Candidats      | Candidats           | Étiquette      | Voix         | %            | Voix        | %           |
| -------------- | ------------------- | -------------- | ------------ | ------------ | ----------- | ----------- |
|                | Michel Laviolette   | DVD            | 2 655        | 42,38        | 3 236       | 54,20       |
|                | Patricia Caron      | PS             | 1 396        | 22,28        | 1 696       | 28,40       |
|                | Franck Briffaut     | FN             | 1 005        | 16,04        | 1 039       | 17,40       |
|                | Pierre Brun         | DVG            | 586          | 9,35         |             |             |
|                | Raymond Duvauchelle | PRG            | 467          | 7,45         |             |             |
|                | Jacques Religieux   | MNR            | 156          | 2,49         |             |             |
|                |                     |                |              |              |             |             |
| Inscrits       | Inscrits            | Inscrits       | 9 535        | 100,00       | 9 528       | 100,00      |
| Votants        | Votants             | Votants        | 6 539        | 68,58        | 6 161       | 64,66       |
| Abstentions    | Abstentions         | Abstentions    | 2 996        | 31,42        | 3 367       | 35,34       |
| Blancs et nuls | Blancs et nuls      | Blancs et nuls | 274          | 4,19         | 190         | 3,08        |
| Exprimés       | Exprimés            | Exprimés       | 6 565        | 95,81        | 5 971       | 96,92       |

### Canton de Wassigny
- Conseiller sortant : Antoine Pagni (DVD).
- Conseiller élu : Michel Laviolette (PS).

| Candidats      | Candidats            | Étiquette      | Premier tour | Premier tour | Second tour | Second tour |
| Candidats      | Candidats            | Étiquette      | Voix         | %            | Voix        | %           |
| -------------- | -------------------- | -------------- | ------------ | ------------ | ----------- | ----------- |
|                | Charles Wattelle     | PS             | 1 313        | 34,64        | 2 264       | 62,98       |
|                | Antoine Pagni*       | DVD            | 838          | 22,11        | 1 330       | 37,00       |
|                | André-Paul Tavernier | SE             | 672          | 17,73        | 1           | 0,03        |
|                | Jean-Claude Pagniez  | DVG            | 410          | 11,12        |             |             |
|                | Jean-Claude Pagniez  | MDC            | 323          | 8,52         |             |             |
|                | Jacques Lelong       | FN             | 284          | 7,49         |             |             |
|                | Patrick Duquenne     | DVD            | 258          | 6,81         |             |             |
|                | Eliane Leverbe       | PCF            | 102          | 2,69         |             |             |
|                |                      |                |              |              |             |             |
| Inscrits       | Inscrits             | Inscrits       | 5 049        | 100,00       | 5 049       | 100,00      |
| Votants        | Votants              | Votants        | 4 070        | 80,61        | 3 890       | 77,04       |
| Abstentions    | Abstentions          | Abstentions    | 979          | 19,39        | 1 159       | 22,96       |
| Blancs et nuls | Blancs et nuls       | Blancs et nuls | 280          | 6,88         | 295         | 7,68        |
| Exprimés       | Exprimés             | Exprimés       | 3 790        | 93,12        | 3 595       | 92,32       |

*sortant